# بيل سميث (لاعب كرة قاعدة أمريكي)
بيل سميث (بالإنجليزية: Bill Smith)‏ هو لاعب كرة قاعدة أمريكي، ولد في 1865 في كليفلاند في الولايات المتحدة، وتوفي في 9 أغسطس 1886 في تورونتو في كندا.

## وصلات خارجية
- بيل سميث على موقعبيزبول رفرنس.كوم (الدوري الرئيسي) (الإنجليزية)